# Melezio IV
Melezio IV di Costantinopoli, o Melezio II di Alessandria (nato Emmanouīl Metaxakīs, in greco Εμμανουήλ Μεταξάκης?; Ierapetra, 21 settembre 1871 – Zurigo, 28 luglio 1935), è stato un arcivescovo ortodosso greco, patriarca ecumenico di Costantinopoli dal 1921 al 1923 e patriarca greco-ortodosso di Alessandria dal 1926 al 1935.

## Biografia
Nel 1910 fu eletto metropolita di Kition, a Cipro, e nel 1918 metropolita di Atene, con il nome di Melezio II, per sostituire, dopo l'abdicazione del re Costantino I, Teocleto I, ma quando il re tornò al potere due anni dopo, Melezio fu sostituito da Teocleto.
Durante l'occupazione di Costantinopoli nel 1921 viene eletto patriarca ecumenico di Costantinopoli con il nome di Melezio IV, tuttavia lascerà la carica nel 1923, dopo la sconfitta dell'esercito ellenico nella guerra greco-turca.
Tre anni dopo sarà eletto patriarca greco-ortodosso di Alessandria, carica che terrà fino alla morte, avvenuta a Zurigo nel 1935.
Il sito web della Grande Loggia di Grecia lo dà come massone, membro della loggia Armonia e secondo Les cahiers Villard de Honnecourt, pubblicazione ufficiale della Grande Loggia Nazionale di Francia, in un articolo di Bertrand Heyraud, intitolato “Uno sguardo diverso sulla spiritualità”, è stato insignito del 33º grado del Rito scozzese antico e accettato.